# Ходилє
42°51′ пн. ш. 17°41′ сх. д. / 42.85° пн. ш. 17.68° сх. д.
Ходилє (хорв. Hodilje) — населений пункт у Хорватії, в Дубровницько-Неретванській жупанії у складі громади Стон.

## Населення
Населення за даними перепису 2011 року становило 190 осіб.
Динаміка чисельності населення поселення: